# Gran Desierto de Altar

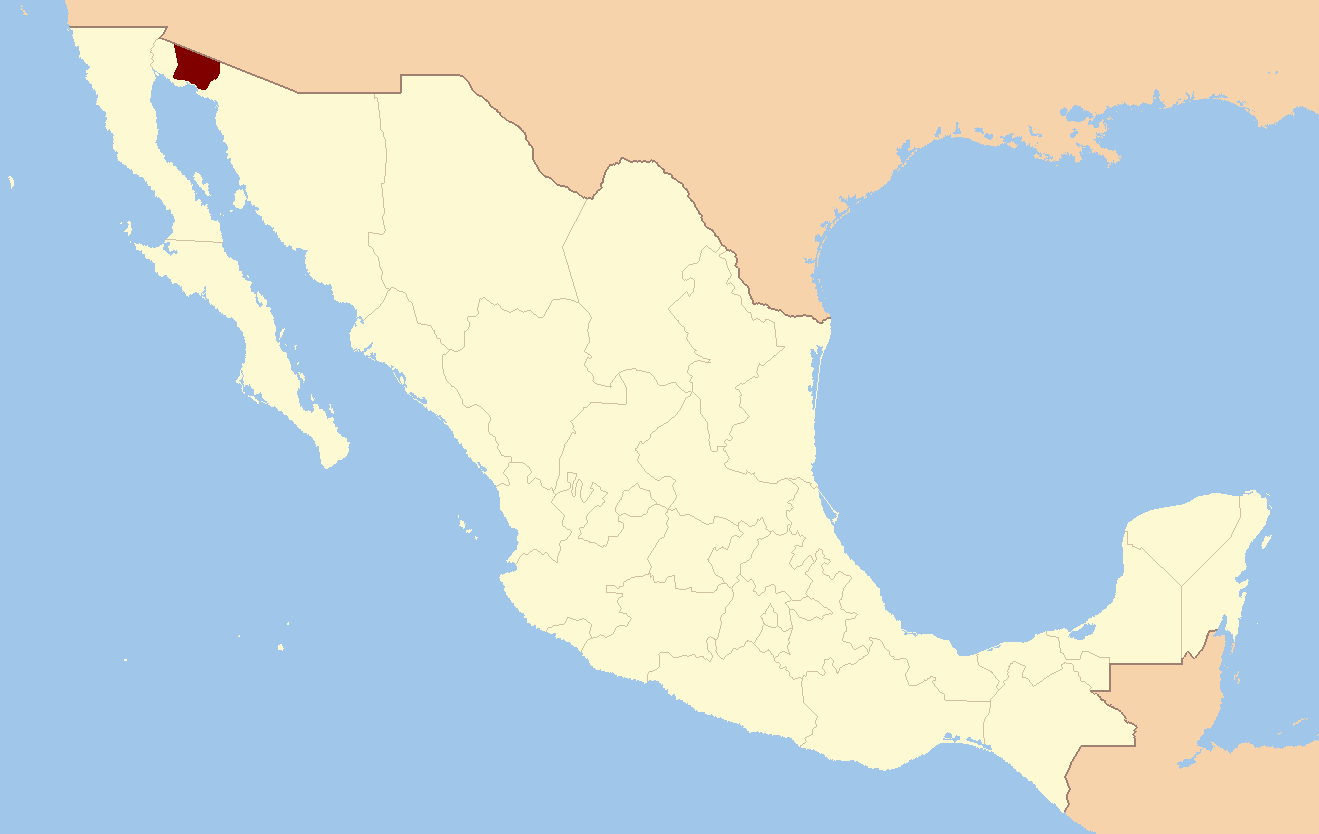
Localização do deserto no México.

O Gran Desierto de Altar é uma das principais sub-ecorregiões do deserto de Sonora, localizado no estado de Sonora, no noroeste do México. Inclui a única região cativa de dunas na América do Norte. O deserto se estende em grande parte da fronteira norte do Golfo da Califórnia, atingindo mais de 100 quilômetros de leste a oeste e mais de 50 quilômetros do norte até o sul. Constitui a maior área selvagem contínua dentro do deserto de Sonora. A parte oriental da área contém a região vulcânica dos Picos Pinacate e, com a área ocidental do Gran Desierto de Altar, formam a Reserva da Biosfera El Pinacate e Grande Deserto de Altar, um Patrimônio Mundial da UNESCO.
O Gran Desierto cobre aproximadamente 5.700 quilômetros quadrados, a maior parte no estado mexicano de Sonora. O volume total de areia no Gran Desierto é de cerca de 60 quilômetros cúbicos. A maior parte desse volume foi entregue pelo rio Colorado durante o Pleistoceno, rio este que atravessou a atual área do Gran Desierto há cerca de 120.000 anos. Este delta do Pleistoceno migrou para o oeste por conta de falhas geológicas e riftes.